# Vers russe libéré
Le vers russe libéré (en russe : вольный стих) est un vers syllabo-tonique rimé, dans lequel le nombre de pieds est variable, et diminue régulièrement de façon expressive. 

## Historique et emploi
Le vers libéré est utilisé dans la poésie russe de la deuxième moitié du XVIIIe siècle et jusqu'au milieu du XXe siècle, principalement dans la dramaturgie et dans les fables. Il est utilise généralement le Iambe. À l'impression, sans que ce ne soit une obligation, une de ses caractéristiques est la variation des retraits, à gauche du début de chaque vers.
Le vers libéré ne doit pas être confondu ni avec le vers libre (en russe  : свободный стих, et non вольный стих) avec lequel il ne partage que la similitude de nom), ni avec le vers de raïok (également rimé, mais n'ayant pas de structure syllabo-tonique), ni avec le vers accentué (utilisé en particulier par Vladimir Maïakovski), bien que ces trois formes partagent avec lui l'irrégularité de la longueur des vers : il s'agit en effet de vers toniques et non syllabo-toniques. Il doit être également distingué du logaède russe, dont le schéma métrique est stable.
La variabilité du nombre de pieds du vers libéré, comme l'a souligné en 1929 Leonid Timofeïev, renforce sa syntaxe, le rapproche de la langue parlée, développe une intonation récitante et expressive, mettant en valeur dans les vers courts les moments les plus chargés de sens. C'est pourquoi il a été particulièrement utilisé dans la tradition littéraire pour les genres proches du récit. Mikhaïl Gasparov indique que le nombre de pieds du vers franc peut varier de un à six, et un vers peut se réduire jusqu'à une seule syllabe tronquée. 
On trouve de tels vers dans le poèmes Douchenka («Душенька») d'Hippolyte Fiodorovitch Bogdanovitch, la comédie Le Malheur d'avoir trop d'esprit d'Alexandre Griboyedov et Mascarade de Mikhaïl Lermontov ; et également dans les fables classiques russes, depuis Alexandre Sumarokov jusqu'à Ivan Krylov. L'intérêt pour le vers libéré a ensuite diminué, et il est devenu un effet de style, en particulier, dans les fables de Piotr Potemkine et Demian Bedny.
Mikhaïl Gasparov rattache aussi au vers franc les alternances de vers de 4 à 6 syllabes, souvent utilisées à l'époque d'Alexandre Pouchkine dans les genres de l'élégie et de l'épitre, avec comme exemple le poème de Pouchkine La lumière du jour s'éteint ... («Погасло дне́вное светило…»). Cette tradition du iambe franc se poursuit dans la poésie de Constantin Sloutchevski et Iouri Verkhovski (d), s'accompagnant de différentes expériences, au début du XXe siècle, pour s'appuyer sur d'autres mètres que le iambe.

## Exemple
Кто лгать привык, тот лжет в безделице и в деле, 

И лжет, душа покуда в теле. 

Ложь — рай его, блаженство, свет: 

Без лжи лгуну и жизни нет. 

Я сам лжеца такого

Знал,

 Который никогда не выговорит слова,

 Чтобы при том он не солгал.
Ivan Khemnitser